# ۱۶ دی
۱۶ دی دویست و نود و دومین روز سال در گاه‌شماری خورشیدی است. به پایان سال ۷۳ روز (۷۴ روز در سال کبیسه) باقی‌است.

## رویدادها
- ۱۳۰۳ - تاسیس مؤسسه تحقیقات واکسن و سرم‌سازی رازی
- ۱۳۲۷ - حادثه ۱۶ دی ۱۳۲۷ داگلاس دی‌سی-۳ شرکت سهامی هواپیمایی ایران
- ۱۳۹۶ - حادثه نفت‌کش سانچی
- ۱۳۹۷ - کشف جسد بی‌جان زهرا نویدپور

## زادروزها
- ۱۳۸۸ - امیرحسین شفی خدایی
- ۱۳۱۹ - سعید پیردوست، بازیگر
- ۱۳۴۶ - حسین یاری، بازیگر

## درگذشت‌ها
- ۱۳۱۱ - جمشید جمشیدیان، بازرگان
- ۱۳۸۶ - حمید عاملی، گوینده
- ۱۳۸۶ - محسن پزشکپور، از بنیان‌گذاران حزب ملت ایران و نماینده خرمشهر در دوره بیست و چهارم مجلس شورای ملی
- ۱۳۹۰ - محمداسماعیل تشید، از بنیانگذاران بیهوشی نوین در ایران

## مناسبت ها
کریسمس به روایت کلیسای ارامنه و ارتودوکس